# Мшвениерадзе, Нугзар Петрович
Нугзар Петрович Мшвениерадзе (груз. ნუგზარ პეტრეს ძე მშვენიერაძე; род. 25 июня 1952, Москва) — советский ватерполист.

## Карьера
Сын советского ватерполиста Петра Мшвениерадзе, старший брат Георгия Мшвениерадзе, олимпийского чемпиона 1980 года по водному поло.
Серебряный призёр чемпионата мира 1973 года.
Победитель Универсиады-1973.
Серебряный призер чемпионата Европы (1974). Чемпион СССР (1973—1975, 1979).
Участник Олимпиады-1976.